# John Byng (écrivain)
Pour les articles homonymes, voir John Byng et Byng.
John Byng, 5e vicomte Torrington, né à Bedfordshire le 18 février 1743 et mort le 8 janvier 1813 à Londres, est un noble britannique, historien, militaire, et voyageur du XVIIIe siècle connu pour ses journaux de voyage. 